# Thể dục dụng cụ tại Đại hội Thể thao Đông Nam Á 1991
Thể dục dụng cụ tại Đại hội Thể thao Đông Nam Á năm 1991 được tổ chức từ ngày 25 đến ngày 29 tháng 11 năm 1991 tại Rizal Memorial Coliseum, Manila, Philippines. Chương trình thi đấu bao gồm cả hai nội dung thể dục dụng cụ nghệ thuật nam và nữ, với các bài thi tiêu chuẩn như toàn năng cá nhân, toàn năng đồng đội, cũng như các nội dung riêng trên từng dụng cụ.
Các vận động viên thi đấu ở nội dung nam với sáu bài: thể dục tự do, ngựa tay quay, vòng treo, xà đơn, xà kép và nhảy chống; tổng điểm của sáu bài quyết định huy chương toàn năng. Nội dung đồng đội nam cũng được tổ chức dựa trên tổng điểm của từng thành viên trong đội . Riêng nữ thi đấu ở bốn nội dung: nhảy chống, cầu thăng bằng, thể dục tự do và xà lệch, cùng với các phần thi toàn năng cá nhân và đồng đội tương ứng.
Đoàn thể thao Thái Lan nhất toàn đoàn môn thể dục dụng cụ với 8 tấm huy chương vàng. Trong khi đó, đoàn chủ nhà Philippines xếp thứ ba với 3 huy chương vàng.

## Tóm tắt kết quả

### Nam
| Nội dung           | Vàng              | Vàng       | Bạc                 | Bạc    | Đồng                    | Đồng   |
| ------------------ | ----------------- | ---------- | ------------------- | ------ | ----------------------- | ------ |
| Toàn năng đồng đội | Thái Lan          | 271.50 pts | Philippines         | 258.90 | Indonesia               | 254.40 |
| Toàn năng cá nhân  | Teeruch Poparnich | 55.10 pts  | Amornthep Valsang   | 54.80  | Propong Itthayothasakul | 43.35  |
|                    |                   |            |                     |        |                         |        |
| Thể dục tự do      | Richard Otero     | 9,200 pts  | Amornthep Valsang   | 9,100  | Propong Itthayothasakul | 9,100  |
| Ngựa tay quay      | Teeruch Poparnich | 9,275 pts  | Amornthep Valsang   | 9,175  | Aldrin Macawid          | 8,825  |
| Vòng treo          | Amornthep Valsang | 9,225 pts  | Teeruch Poparnich   | 9,150  | Richard Otero           | 9,050  |
| Nhảy chống         | Kau Jit Kaur      | 9,200 pts  | Teeruch Poparnich   | 9,162  | Taweesak Puangmanee     | 9,125  |
| Xà kép             | Amornthep Valsang | 9,125 pts  | Taweesak Puangmanee | 9,000  | Jeffry Reza Sanger      | 8,900  |
| Xà đơn             | Amornthep Valsang | 9,250 pts  | Taweesak Puangmanee | 9,075  | Wilfredo Bilog          | 9,050  |

### Nữ
| Nội dung           | Vàng                              | Vàng       | Bạc                     | Bạc    | Đồng             | Đồng   |
| ------------------ | --------------------------------- | ---------- | ----------------------- | ------ | ---------------- | ------ |
| Toàn năng đồng đội | Thái Lan                          | 174.71 pts | Indonesia               | 173.51 | Philippines      | 171.39 |
| Toàn năng cá nhân  | Wuri Liliwati                     | 35.99 pts  | Catherine Ocampo        | 35.19  | Irma Febrianti   | 35.13  |
|                    |                                   |            |                         |        |                  |        |
| Nhảy chống         | Wuri Liliwati                     | 9,250 pts  | Panumas Surapranum      | 8,950  | Jacquelyn Choy   | 8,875  |
| Xà lệch            | Wuri Liliwati                     | 9.10 pts   | Irma Febrianti          | 8.85   | Jasmine Valenton | 8.10   |
| Cầu thăng bằng     | Jasmine Valenton                  | 9,225 pts  | Januarumi               | 9,100  | Chai So Lan      | 8,800  |
| Thể dục tự do      | Auamdhuan Phojan Catherine Ocampo | 9.05 pts   | không có huy chương bạc |        | Wuri Liliwati    | 8.55   |

## Bảng huy chương
| Hạng               | Đoàn               | Vàng | Bạc | Đồng | Tổng số |
| ------------------ | ------------------ | ---- | --- | ---- | ------- |
| 1                  | Thái Lan (THA)     | 8    | 8   | 3    | 19      |
| 2                  | Indonesia (INA)    | 3    | 3   | 4    | 10      |
| 3                  | Philippines (PHI)  | 3    | 2   | 5    | 10      |
| 4                  | Malaysia (MAS)     | 1    | 0   | 0    | 1       |
| 5                  | Singapore (SIN)    | 0    | 0   | 2    | 2       |
| Tổng số (5 đơn vị) | Tổng số (5 đơn vị) | 15   | 13  | 14   | 42      |